# Guglielmo Spinello
Guglielmo Spinello (Piove di Sacco, 21 novembre 1951) è un ex pugile italiano facente parte della squadra azzurra alle Olimpiadi di Monaco 1972.

## Carriera
Nato nel 1951 a Piove di Sacco, in provincia di Padova, a 17 anni è stato Campione italiano novizi (1968). Passato alla categoria dei dilettanti ha vinto tre volte il titolo nazionale, nel 1970 a Sassari, nel 1971 a Udine e nel 1972 a Roma, nei pesi mediomassimi.
Nello stesso anno fece una sortita nei pesi massimi vincendo la medaglia d'argento ai Campionati Mondiali Militari, disputatisi a Treviso. Perse solo in finale per KO alla prima ripresa dai pugni dello statunitense Nick Wells.
Ha poi partecipato ai Giochi olimpici di Monaco di Baviera 1972, nei pesi mediomassimi (81 kg), battendo il tanzaniano Samson Laizer per KO nel 1º turno, prima di venire sconfitto nel 2º turno dal tedesco occidentale Rudi Hornig per 4-1 ai punti.
Passò professionista nei mediomassimi dopo le Olimpiadi. Ha disputato solo due match a torso nudo, vincendo il primo per KO e perdendo il secondo sempre per KO. Poi ha appeso i guantoni al chiodo.